# Touchine (cheval)
Vous lisez un « bon article » labellisé en 2018.
Pour les articles homonymes, voir Touchine.
Le Touchine (géorgien : თუშური ცხენი) est une race de petits chevaux de selle originaire de la Touchétie, en Géorgie. Il résulte vraisemblablement d'une sélection antique, marquée par des conditions environnementales rudes, sous l'influence de chevaux arabes et turkmènes. De taille réduite, le Touchine est connu pour sa résistance, son adaptation à sa région montagneuse, et sa possibilité de se déplacer à l'allure de l'amble. Historiquement, il est surtout monté pour le travail agricole avec des ovins, et bâté pour le transport en montagne hors des routes. Rare, la race est très locale, et pourrait être menacée de disparition. Des mesures de protection ont été préconisées afin de la préserver, notamment en raison de son patrimoine génétique.

## Dénomination
Le nom du cheval touchine se transcrit თუშური ცხენი (Tushuri / Tushuri Cxeni) en géorgien, ce qui signifie littéralement « de la région de Touchétie ». Le nom se transcrit en Tushinskaya en russe, et Tush, Tushin, Tushuti, Tusheti ou encore Tushetian en anglais. La traductrice Nina de Spengler traduit le nom de la race par « Touchine » en 1977.

## Histoire
Il constitue l'une des deux races de chevaux identifiées en Géorgie.
Le Touchine est l'un des plus anciens chevaux du Caucase. Ses ancêtres, connus sous le nom de « vieille race géorgienne », semblent présents dans la région dès les Ier et IIIe siècles. En plus d'une sélection naturelle due aux conditions environnementales et climatiques, ils reçoivent l'influence du cheval oriental, et en particulier de chevaux du Turkménistan, de Turquie, d'Iran, et des chevaux arabes. La race est utilisée militairement dans les combats des habitants de la Touchétie. Elle s'est répandue dans toutes les régions d'élevage ovin de la Géorgie, en raison de son utilisation par les cavaliers agricoles. Des croisements récents avec le Pur-sang et le Kabardin ont entraîné une perte en adaptabilité, ce qui a motivé l'arrêt de ces croisements. En 1976, les effectifs recensés sont très faibles, environ un millier de chevaux.

## Description

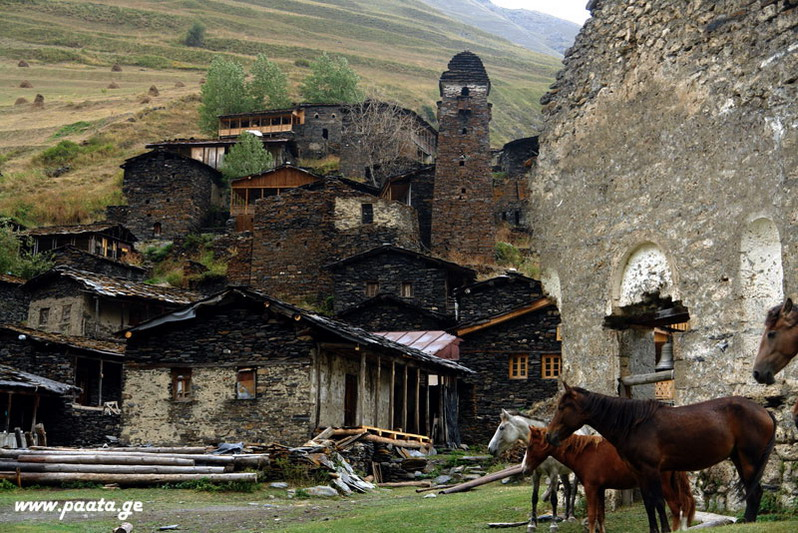
Chevaux touchines à Dartlo.

Une étude de caractérisation génétique publiée en 2017 montre que le Touchine est le plus spécifique des chevaux géorgiens. Il présente le type du cheval oriental et du cheval de montagne, s'agissant d'un animal fin plutôt compact et maigre, au corps allongé et peu profond. La base de données DAD-IS le classe comme « poney léger », avec une taille moyenne de 1,34 m. L'étude de CAB International donne une fourchette de 1,34 m à 1,42 m, l'étude de l'université de l'Oklahoma précisant un maximum de 1,45 m. L. A. Tortladze (université d'agriculture de Géorgie) et le Guide Delachaux donnent une moyenne de 1,34 m chez les juments et 1,36 m chez les mâles,. Les sujets élevés dans de bonnes conditions sont plus grands et développés.
La tête, de profil rectiligne, est légère et large entre les deux yeux (de taille moyenne), surmontée d'oreilles courtes,. L'encolure est droite et courte ou de longueur moyenne, attachée plutôt bas. Le garrot est long et modérément sorti. Le poitrail peut être large ou plus étroit, mais la poitrine est profonde. L'épaule est longue et inclinée. Le dos est court et droit, la croupe brève et modérément inclinée. Les jambes sont fines, avec des tendons nets et des jarrets souvent clos. Les pieds sont petits, solides et de corne noire. Crinière et queue sont fournies.
Plutôt tardif, le Touchine atteint sa maturité vers 5 ou 6 ans,. Les juments ont une bonne fertilité, estimée de l'ordre de 65 à 70 %. Il est d'une grande longévité, étant toujours au travail à l'âge de 20, ou même de 25 ans.

### Robes
La robe est généralement de couleur sombre. D'après Hendricks (université de l'Oklahoma), la plus représentée est le bai, suivie par l'alezan, le gris et le noir. Cependant, L. A. Tortladze cite l'alezan comme étant plus fréquent (45 %), suivi par le gris (28 %).
Le pie et le tacheté sont rares, mais possibles,. Les marques blanches sont globalement rares.

### Tempérament et allures
De caractère réputé calme et obéissant, il est adapté aux conditions de travail difficiles en altitude, avec une forte capacité à stocker des réserves de graisse durant l'été afin de subsister les mois d'hiver,. Son sens de l'orientation se combine à un pied sûr. Il est décrit comme courageux et endurant.
La race est réputée posséder une allure supplémentaire, l'amble, souvent très recherché par les éleveurs et cavaliers pour le confort qu'il procure en selle. D'après Hendricks, l'amble serait préféré au trot, notoirement inconfortable chez ces chevaux. L. A. Tortladze estime au contraire que ces chevaux disposent d'une bonne qualité de trot et de galop ; les mesures de rapidité sur 1 000 m donnent une moyenne de 1 min 327.
Le Touchine a fait l'objet d'une étude visant à déterminer la présence de la mutation du gène DMRT3 à l'origine des allures supplémentaires (et donc de l'amble) : cette étude n'a pas permis de confirmer la présence ou l'absence d'allures supplémentaires chez le Touchine, mais elle a confirmé l'existence de la mutation génétique qui en est responsable dans la race,.

## Utilisations

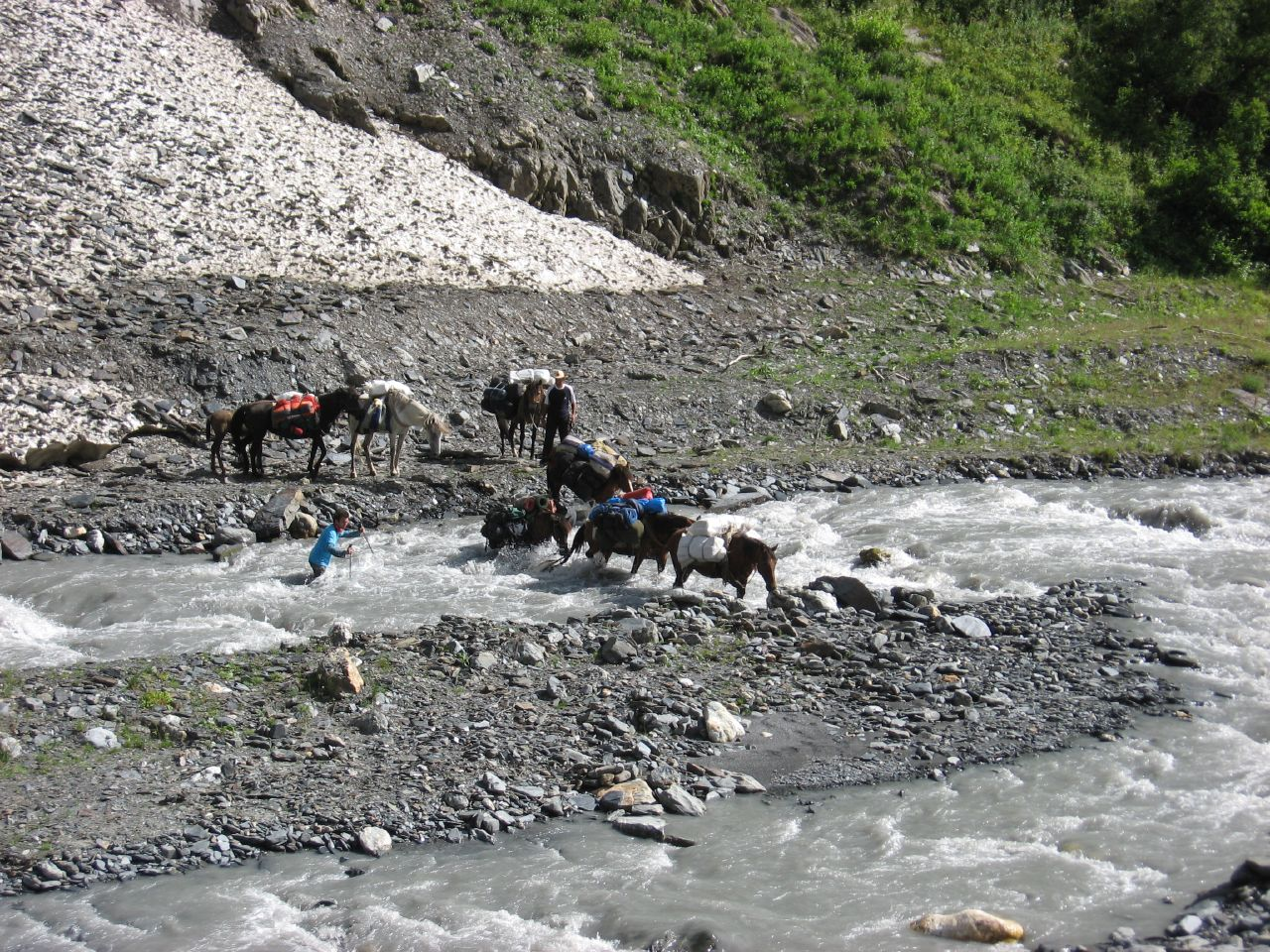
Chevaux de bât en Touchétie.

Habituellement mis au travail de façon modérée à partir de l'âge de 3 ans, le Touchine sert de cheval de selle, notamment pour le travail agricole. Les éleveurs locaux, pasteurs nomades, le montent pour manœuvrer leurs moutons d'un terrain de pacage à un autre dans la montagne, en fonction des saisons,. Grâce à son pied sûr, la race est très appréciée localement. Ces chevaux continuent (2014) d'être utilisés au bât pour le transport dans la région des denrées de première nécessité, entre autres du fromage. L'absence de routes favorise l'usage du cheval pour les déplacements en montagne. Des courses de chevaux sont organisées dans la région, mais le mode de vie traditionnel et ces divertissement qui y sont associés sont en recul.
Les juments fournissent du lait. Le Touchine a également rempli des fonctions de cheval militaire. Il présente des dispositions pour le tourisme équestre ; par ailleurs les régions protégées de Touchétie sont ouvertes aux randonnées équestres touristiques. D'après un article de l'agence de presse Sputnik (2017), cette activité de tourisme équestre connaît un fort développement.

## Diffusion de l'élevage
Il est élevé en Touchétie, dans l'Est de la Géorgie, dans les zones montagneuses du Caucase, essentiellement en race pure. Un recensement effectué en 1990 indiquait la présence de 1 496 sujets de la race dans toute l'URSS. D'après le Guide Delachaux, l'élevage reste depuis assez stable, mais Tortladze signale un recul des pratiques d'élevage équin, et avec elles du nombre d'animaux, du savoir faire technique et du matériel associés.
L'étude de l'Université d'Oklahoma (2007) considère le Touchine comme rare. Bien qu'il soit en danger d'extinction en Géorgie, l'étude menée par l'Université d'Uppsala pour la FAO et publiée en 2010 en fait une race locale non-menacée. Son intérêt génétique en tant que race locale ancienne a été souligné. Il a été signalé comme contribuant à la diversité biologique du bassin de la mer Noire.